# Friedrich Albert von Zenker
Friedrich Albert von Zenker (ur. 13 marca 1825 w Dreźnie, zm. 13 czerwca 1898 w Gut Reppentin k. Plau am See) – niemiecki lekarz patolog.
Urodził się w Dreźnie, studiował w Lipsku i w Heidelbergu. Od 1851 pracował w szpitalu miejskim w Dreźnie, od 1855 pracował jako profesor anatomii patologicznej i patologii ogólnej w akademii chirurgiczno-medycznej w tym mieście. Od 1862 roku był profesorem anatomii patologicznej i farmacji w Erlangen. Trzy lata wcześniej założył z Hugonem Wilhelmem von Ziemssenem czasopismo Deutsches Archiv für klinische Medizin. W 1895 odszedł na emeryturę. Przypisuje się mu odkrycie przyczyny włośnicy: pracę na ten temat przedstawił w 1860 pod tytułem "Ueber die Trichinenkrankheit des Menschen" w Virchow's Archiv.

## Wybrane prace
- Über die Trichinenkrankheit des Menschen. Virchows Archiv für pathologische Anatomie und Physiologie und für klinische Medizin, Berlin, 1860, 18: 561-572.
- Beiträge zur Lehre von der Trichinenkrankheit. Historischer Überblick in „Deutsches Archiv für klinische Medicin“, 1866; 1: 90-124
- Beiträge zur normalen und pathologischen Anatomie der Lungen. Dresden, G. Schönfelds Buchhandlung, 1862.
Erstbeschreibung der Lungen-Fettembolie beim Menschen
- Über die Veränderungen der willkürlichen Muskeln in Typhus abdom. Leipzig, 1864.
- Krankheiten des Oesophagus, mit Hugo Wilhelm von Ziemssen, Leipzig, 1867.
(auch in von Ziemssens Handbuch der allgemeinen Therapie, 1874; 7, Teil 1, Anhang, Seite 1-208)
- Über Staubinhalationskrankheiten der Lungen. Deutsches Archiv für klinische Medicin, 1867, II: 116-172.
- Zur pathologischen Anatomie der acuten gelben Leberatrophie. Deutsches Archiv für klinische Medicin, Leipzig, 1872; X.
- Über den Cysticercus racemosus des Gehirns. Bonn, 1882.